# Sablukivka, Berîslav
Sablukivka (în ucraineană Саблуківка) este un sat în comuna Kacikarivka din raionul Berîslav, regiunea Herson, Ucraina.

## Demografie
Componența lingvistică a localității Sablukivka
     Ucraineană (90,03%)
     Rusă (9,97%)
Conform recensământului din 2001, majoritatea populației localității Sablukivka era vorbitoare de ucraineană (90,03%), existând în minoritate și vorbitori de rusă (9,97%).